# Margarita Maria Alacoquekerk
De Margarita Maria Alacoquekerk is een voormalige katholieke kerk te Tilburg die functioneerde van 1922 tot 2016. Het gebouw bevindt zich aan de Ringbaan West 300. Het is thans een woongelegenheid voor ouderen, onder de naam Villa Maria, 
Deze kerk was de eerste in Nederland die aan de Heilige Margaretha-Maria Alacoque was gewijd. Deze Franse religieuze en mystica uit de 17e eeuw werd in 1920 door paus Benedictus XV heilig verklaard.

## Architectuur
De ontwerper van deze kerk was de Tilburgse architect Henricus Bonsel (1886-1941). Kenmerkend voor deze kerk is het hoge paraboolgewelf. De kerk vertoont een mengeling van neoromaanse en expressionistische vormen. Het oorspronkelijke plan voorzag ook in een toren, maar die is nooit gebouwd.
Bouwpastoor W.H. Klijn had het plan om een kathedraal voor Tilburg te bouwen. Het gedeelte dat in 1922 gereed kwam, is eigenlijk alleen het (priester)koor. Er was nog een kerkschip  voorzien en een atrium met twee torens. Pastoor Klijn was dan ook zeer verbolgen op de gemeente Tilburg, toen die de Ringbaan West projecteerde dwars door zijn 'kathedraal'.
Oorspronkelijk werd het interieur van de kerk gedomineerd door twee enorme kroonluchters, die met een katrolsysteem vanuit het gewelf naar beneden gelaten konden worden om de elektrische lampen te kunnen vervangen. Nadat in 1968 de voorste kroonluchter door metaalmoeheid in de ophangketting naar beneden stortte en een grote ravage aanrichtte, zijn beide luchters verwijderd en twee rijen schijnwerpers aangebracht.
In de kerk bevinden zich zandstenen apostelbeelden door Toon van Eindhoven en Léandre Petit. In de dagkapel is een mozaïek vervaardigd door Piet Gerrits en voorts zijn er glas-in-loodramen van Piet Clijsen.

## Richtingenstrijd
In de periode vlak na het Tweede Vaticaans Concilie (1963-1966) onder het pastoraat van Frans Meulemans (1958-1971) nam deze kerk in het dekenaat Tilburg het voortouw om de vernieuwde liturgie gestalte te geven. Het was de eerste kerk in Tilburg, waar in 1967 de gehele eucharistie (inclusief de consecratietekst) in de volkstaal werd gevierd, waar een Nederlandstalig kerkkoor werd opgericht en de gezamenlijke boeteviering naast de privé-biecht mogelijk werd gemaakt. Al deze verworvenheden werden in de periode na 1975 door de toenmalige pastoors Thünissen, Mennen en Schilder weer teruggedraaid. 
In 2006 installeerde bisschop Hurkmans Harm Schilder als pastoor. Deze ging zover dat hij van tijd tot tijd de Tridentijnse ritus (van ver vóór het Tweede Vaticaans Concilie) opnieuw vorm gaf. In 2007 werden er klachten ingediend bij de gemeente Tilburg over het ochtendlijke klokkengelui om de omwonenden uit te nodigen voor de vroegmis. Dit leidde tot het uitvoeren van geluidsmetingen, alsmede het opleggen van een last onder dwangsom door de gemeente. In 2010 volgde een gerechtelijke uitspraak omtrent het klokkengelui. De pastoor ging in hoger beroep bij de Raad van State, maar die oordeelde in 2011 dat het hoger beroep ongegrond was.

## Herbestemming
Op 1 januari 2016 is de kerk aan de eredienst onttrokken. In 2018 vond er een beeldend kunstproject plaats. In 2021 kwam een ingrijpende verbouwing gereed. De kerk werd herbestemd als woongelegenheid voor ouderen met dementie onder de naam 'Villa Maria'. Het is een van de stadsvilla's van 'Stepping Stones' een onderdeel van de Korian-groep, een grote, Europa-brede organisatie voor zorg, welzijn en ondersteuning van ouderen. 